# Dos (Album)
Dos (eigene Schreibweise ¡Dos!) ist das zehnte Studioalbum der US-amerikanischen Punkband Green Day. Es erschien am 9. November 2012 bei Reprise Records. Dos ist das zweite Album einer Trilogie, die durch die Alben Uno (21. September 2012) und Tré (11. Dezember 2012, bzw. 7. Dezember in Deutschland) vervollständigt wird.
Während Uno an den Punkrock-Sound der frühen Green-Day-Alben anknüpft, orientieren sich die Dos-Songs mehr am raueren Garage Rock. Dos ist stilistisch stark von Green Days Nebenprojekt Foxboro Hot Tubs (deren Stil ebenfalls dem Garage Rock zuzuordnen ist) beeinflusst; der Song Fuck Time wurde erstmals auf Foxboro-Hottubs-Konzerten aufgeführt.

## Titelliste
1. See You Tonight – 1:06
2. Fuck Time – 2:45
3. Stop When the Red Lights Flash – 2:26
4. Lazy Bones – 3:34
5. Wild One – 4:19
6. Makeout Party – 3:14
7. Stray Heart – 3:44
8. Ashley – 2:50
9. Baby Eyes – 2:22
10. Lady Cobra – 2:05
11. Nightlife – 3:04
12. Wow! That's Loud – 4:27
13. Amy – 3:25

Alle Songs wurden von Billie Joe Armstrong geschrieben.

## Singles

### Stray Heart
Als erste Single wurde Stray Heart am 10. Oktober 2012 veröffentlicht.

## Kritik
Insgesamt fiel die Kritik trotz eines anderen Stils sehr ähnlich wie beim Vorgänger Uno aus. Metacritic errechnete mit 68 Punkten fast den gleichen Metascore, den sie nach Bewertung von 32 Testberichten verschiedenster Publikationen Uno zugeordnet hatten.
Laut.de vergibt wie schon bei Uno zwei von fünf Sternen:

„Da stehen sie nun, die drei kalifornischen Pinocchio-Nasen und machen in punkto Sound genau da weiter, wo sie auf "Uno!" vor einigen Wochen aufhörten. Auch das gängige Bubblegum-Dur-Schema wird während des ersten Albumdrittels weitestgehend beibehalten. Austauschbar und vorhersehbar dümpeln Songs wie ‚Stop When The Red Lights Flash‘ oder ‚Wild One‘ vor sich hin. Lediglich "Lazy Bones" entpuppt sich für Freunde eingängiger Partykost als ein durch und durch stimmiger Drei-Sterne-Happen.“

Von Plattentests.de erhält Dos fünf von zehn Punkten:

„‚¡Dos!‘ hört sich deutlich anders an als ‚¡Uno!‘. Anstatt mehr vom Gleichen aufzufahren, orientieren sich Green Day diesmal über weite Strecken an ihrer Alter-Ego-Band Foxboro Hot Tubs. In ihren besten Momenten liefert die Band scheppernden Garagenrock mit ordentlich Feuer unterm Hintern ab. […] Ein Handvoll guter Songs reichen aber nicht, um Green Days Mittelstück vor dem Schicksal anderer Mittelstücke zu retten. Bleibt zu hoffen, dass die Katastrophe im dramaturgischen Sinne nicht zur Katastrophe im musikalischen Sinne wird.“